# Karl-Heinz Kunckel

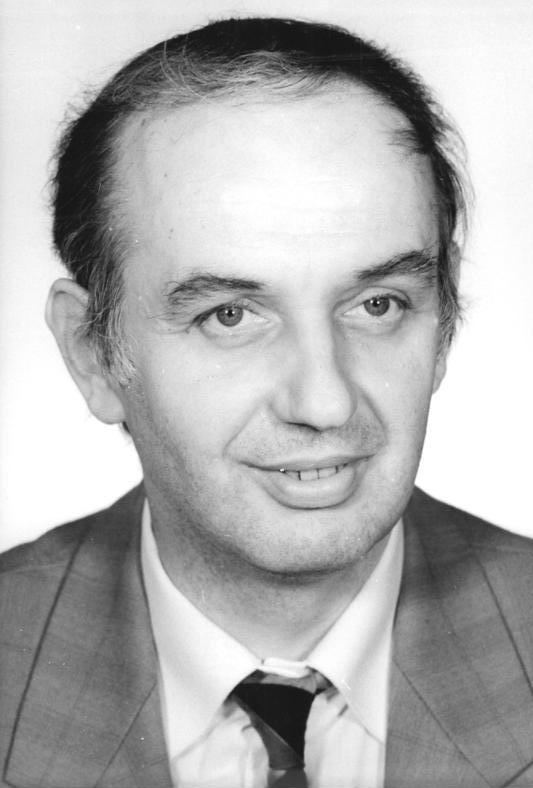
Karl-Heinz Kunckel 1990

Karl-Heinz Kunckel (* 30. Juni 1944 in Sonneberg; † 9. März 2012 in Heroldstatt) war ein deutscher Ingenieur sowie Politiker (SPD) und Mitglied des Sächsischen Landtages.

## Leben
Nach dem Besuch der Grund- und Oberschule in seiner Heimatstadt und dem Erwerb des Abiturs absolvierte Karl-Heinz Kunckel eine Lehre zum Maurer. Im Jahr 1962 nahm er ein Studium der Elektrotechnik an der Technischen Universität Dresden auf, das er 1968 mit der Prüfung als Diplom-Ingenieur beendete. Im Anschluss arbeitete er als wissenschaftlicher Assistent an der TU Dresden, an deren Fakultät für Energiewirtschaft er im Jahr 1972 zum Dr.-Ing. promovierte (Dissertationsarbeit: Zum Betriebsverhalten kapazitiver Spannungswandler in Resonanzschaltung).
Kunckel war in den Jahren 1977 bis 1983 als Techniker beim VEB Kombinat Carl Zeiss Jena tätig. Danach wirkte er als Dozent für Messtechnik an der TU Dresden. Im Jahr 1986 erhielt er den akademischen Grad Dr.-Ing. habil. und 1990 wurde er in den wissenschaftlichen Rat der Universität gewählt. Im Anschluss an seine wissenschaftliche Laufbahn wechselte er in die Politik.
Karl-Heinz Kunckel lebte in Dresden, war seit 1977 verheiratet und hatte drei Kinder.
Seit 2010 lebte er in Heroldstatt bei Tübingen, wo er am 9. März 2012 an den Folgen eines 2005 erlittenen Schlaganfalls starb.

## Politik
Karl-Heinz Kunckel war bis zum Jahr 1989 parteilos. Im Zuge der politischen Wende in der DDR trat er in die SPD ein. Er war von März bis Oktober 1990 Mitglied der ersten frei gewählten Volkskammer und dort Obmann für Forschungs- und Technologiepolitik. Im Oktober 1990 zog er über die Landesliste als Abgeordneter in den Sächsischen Landtag ein, wo er sodann zum Vorsitzenden der SPD-Fraktion gewählt wurde. Darüber hinaus war er seit Mai 1990 stellvertretender Vorsitzender der SPD Sachsen. Im November 1993 übernahm er von Michael Lersow den Landesvorsitz der Sozialdemokraten. Gleichzeitig wurde er Mitglied des SPD-Bundesvorstandes, dem er bis Dezember 1999 angehörte.
Im Landtag war Kunckel in der 1. Wahlperiode Mitglied im Innenausschuss und in der 3. Wahlperiode im Haushalts- und Finanzausschuss sowie im Ausschuss für Wissenschaft und Hochschule, Kultur und Medien.
Kunckel, der sich stets gegen eine Zusammenarbeit von SPD und PDS ausgesprochen hatte, trat jeweils als Spitzenkandidat seiner Partei zu den Landtagswahlen 1994 und 1999 an. Bei beiden Wahlterminen unterlag er dem amtierenden Ministerpräsidenten Kurt Biedenkopf. Die Stimmenanteile der SPD sanken dabei von 16,6 % (1994) auf 10,7 % (1999). Nach der Wahlniederlage im September 1999 legte Kunckel sowohl den Landes-, als auch den Fraktionsvorsitz nieder. Zu seinen Nachfolgern in den Ämtern wurden Constanze Krehl (Landesvorsitzende) und Thomas Jurk (Fraktionsvorsitzender) gewählt. Nach seiner Wahl in den Medienrat der Sächsischen Landesanstalt für privaten Rundfunk und neue Medien (SLM) legte Kunckel am 12. Juli 2004 auch sein Landtagsmandat nieder.

## Ehrungen
- Sächsische Verfassungsmedaille, 27. Mai 2000
- Sächsischer Verdienstorden, 5. Juni 2000[5]